# 481

481(사백팔십일)은 480보다 크고 482보다 작은 자연수이다.

## 수학
- 합성수로, 그 약수는 1, 13, 37, 481이다. 진약수의 합은 51이므로, 481은 부족수다.
  - 148번째 반소수다. 앞의 반소수는 478, 다음 반소수는 482이다.
- 13번째 팔각수다. 앞의 팔각수는 408, 다음은 560이다.
- 자릿수 제곱합이 제곱수인 49번째 자연수다. 이 성질을 지닌 앞의 수는 474, 다음 수는 488이다. (OEIS의 수열 A175396)
  - {\displaystyle 4^{2}+8^{2}+1^{2}=16+64+1=81=9^{2}}
- {\displaystyle 481=9^{2}+20^{2}=15^{2}+16^{2}}
  - 서로 다른 두 자연수의 제곱합으로 나타내는 방법이 두 가지인 수다.
  - 16번째 중심있는 사각수로, 연속하는 두 자연수의 제곱합으로 나타낼 수 있다. 앞의 중심있는 사각수는 421, 다음은 545다.
- 피타고라스 삼조의 빗변의 길이이다.
  - {\displaystyle 31^{2}+480^{2}=481^{2}}[a]
  - {\displaystyle 319^{2}+360^{2}=481^{2}}[b]
- {\displaystyle 38^{2}-1}, {\displaystyle 31^{4}-1}은 481로 나누어떨어진다.

## 과학
- NGC 481(영어판): 고래자리 방향에 있는 타원은하.

## 교통
- 일본 481번 국도: 오사카부 이즈미사노시 일대를 관통하는 일본의 국도.
- 현도 제481호선

## 군사
- U-481(영어판, 독일어판): 제2차 세계 대전에 사용된 나치 독일의 군용 잠수함.

## 문화유산
- 대한민국의 보물 제481호: 해남 윤씨 가전 고화첩 일괄
- 대한민국의 사적 제481호: 부여 홍산현 관아

## 방송
- 스카이라이프의 EBS 플러스 2 채널 번호.

## 기타
- 연도: 481년, 기원전 481년